# Wimbledon 1926
De 46e editie van het Britse grandslamtoernooi, Wimbledon 1926, werd gehouden van maandag 21 juni tot en met zaterdag 3 juli 1926. Voor de vrouwen was het de 39e editie van het graskampioenschap. Het toernooi werd gespeeld bij de All England Lawn Tennis and Croquet Club in de wijk Wimbledon van de Britse hoofdstad Londen.
Jean Borotra won het mannentoernooi voor de tweede keer door in de finale de Amerikaan Howard Kinsey te verslaan.
De Britse Kitty McKane Godfree won het vrouwentoernooi voor de tweede keer; daarnaast won zij ook voor de tweede keer het gemengd dubbelspel, ditmaal aan de zijde van haar echtgenoot Leslie Godfree. Dit is tot op heden (2022) de enige keer geweest dat een getrouwd koppel het gemengd dubbelspel op Wimbledon won. 
In het mannendubbelspel nam prins Albert, hertog van York deel. Prins Albert (de latere koning George VI) verloor in de eerste ronde. Tot op heden (2022) is het de enige keer dat een lid van de Britse Koninklijke familie heeft deelgenomen aan Wimbledon.
Op de enige zondag tijdens het toernooi (Middle Sunday) werd traditioneel niet gespeeld.

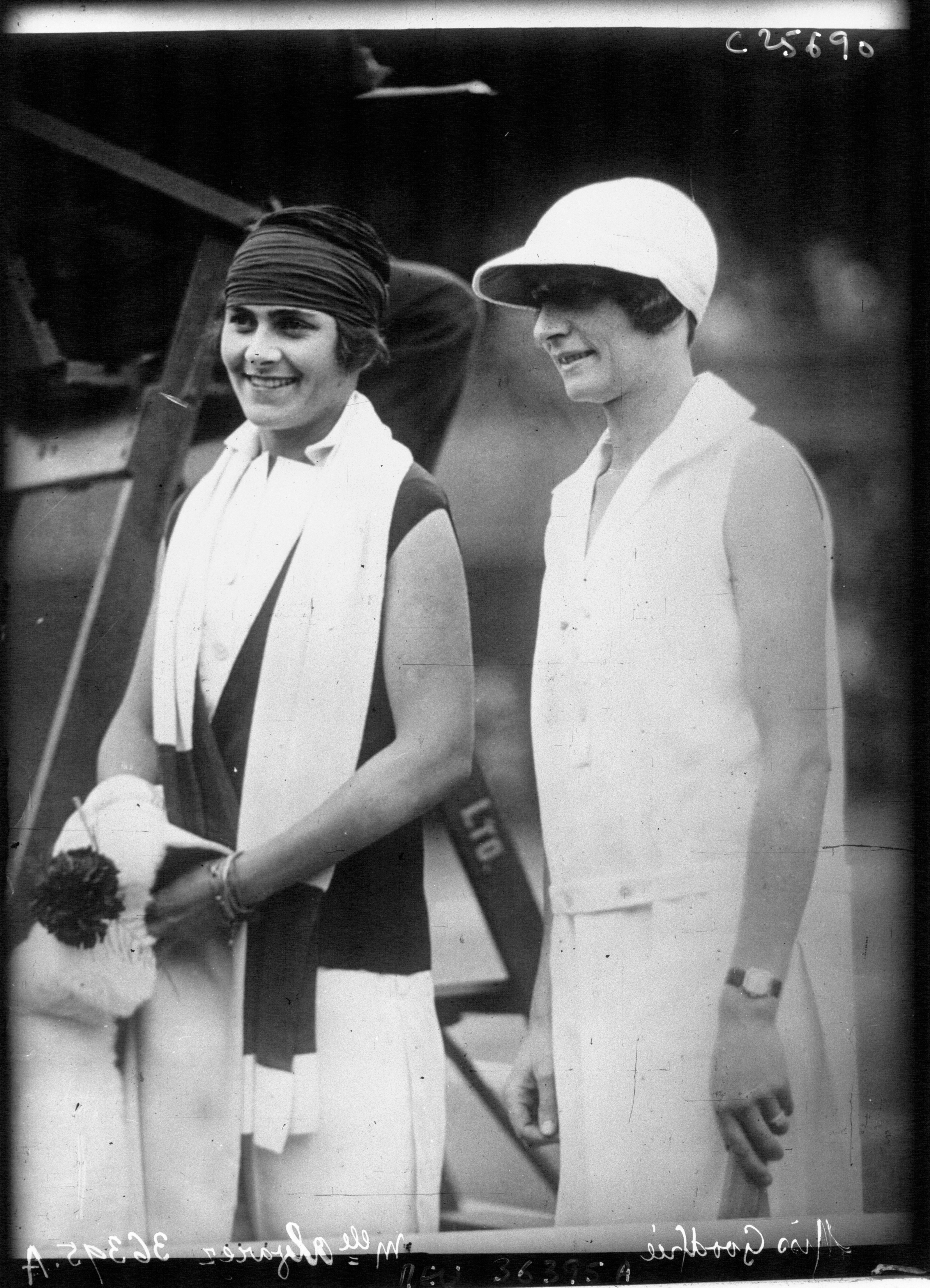
De finalistes van het vrouwenenkelspel, Lilí de Álvarez (li) en Kitty McKane Godfree (re)

## Belangrijkste uitslagen
Mannenenkelspel

Finale: Jean Borotra (Frankrijk) won van Howard Kinsey (Verenigde Staten) met 8-6, 6-1, 6-3 
Vrouwenenkelspel

Finale: Kitty McKane Godfree (Verenigd Koninkrijk) won van Lilí de Álvarez (Spanje) met 6-2, 4-6, 6-3 
Mannendubbelspel

Finale: Jacques Brugnon (Frankrijk) en Henri Cochet (Frankrijk) wonnen van Howard Kinsey (Verenigde Staten) en Vincent Richards (Verenigde Staten) met 7-5, 4-6, 6-3, 6-2 
Vrouwendubbelspel

Finale: Mary Browne (Verenigde Staten) en Elizabeth Ryan (Verenigde Staten) wonnen van Evelyn Colyer (Verenigd Koninkrijk) en Kitty McKane Godfree (Verenigd Koninkrijk) met 6-1, 6-1 
Gemengd dubbelspel

Finale: Kitty McKane Godfree (Verenigd Koninkrijk) en Leslie Godfree (Verenigd Koninkrijk) wonnen van Dorothy Bundy (Verenigde Staten) en Howard Kinsey (Verenigde Staten) met 6-3, 6-4  
Een juniorentoernooi werd voor het eerst in 1947 gespeeld.